# Silke Heise
Silke Heise (* 27. August 1969 in München) ist eine deutsche Schauspielerin.

## Leben
Silke Heise studierte von 1992 bis 1996 am Max Reinhardt Seminar in Wien. Erste Bühnenerfahrungen sammelte sie am Theater in der Josefstadt und bei den Bregenzer Festspielen. Weitere Stationen waren anschließend unter anderem das Schauspielhaus Zürich, das Deutsche Theater Berlin und das Deutsche Theater Göttingen. Von 2001 bis 2003 hatte sie ein Engagement an den Münchner Kammerspielen und von 2005 bis 2006 spielte sie am Stadttheater in Fürth. Während ihrer dortigen Zeit wurde sie mit dem Theaterpreis der IHK-Kulturstiftung Mittelfranken 2005 für den Bereich Schauspiel ausgezeichnet. Seit der Spielzeit 2006/2007 ist sie Mitglied des Ensembles am Theater Regensburg. Hier verkörperte sie auch die Titelrollen in Antigone von Sophokles in der Bearbeitung von Friedrich Hölderlin, in Henrik Ibsens Nora oder Ein Puppenheim und in Heinrich von Kleists  Penthesilea.
Silke Heise wirkte in verschiedenen Film- und Fernsehproduktionen mit. Darunter befand sich im Jahr 2002 der Spielfilm Fickende Fische von Almut Getto mit Sophie Rogall, Tino Mewes und Angelika Milster. Sie trat als Darstellerin in Folgen von SOKO 5113 und Tatort auf und war von 2001 bis 2003 in der Fernsehserie SOKO Leipzig in einer durchgehenden Rolle als Pathologin Dr. Sandra Schönfeld zu sehen.
Silke Heise ist zudem vereinzelt als Synchronsprecherin tätig.

## Filmografie (Auswahl)
- 1996: Stille Wasser
- 1999: Das Bikini Atoll
- 1999–2000: SOKO 5113 (Fernsehserie) – zwei Folgen
- 2000: Vater und Tochter
- 2001: Tatort – Im freien Fall (Fernsehreihe)
- 2001–2003: SOKO Leipzig (Fernsehserie) – als Pathologin Dr. Sandra Schönfeld
- 2002: Fickende Fische
- 2010: Mein Leben im Off
- 2015: Sibylle
- 2019: Polizeiruf 110: Die Lüge, die wir Zukunft nennen (Fernsehreihe)
- 2022: Die Glücksspieler (Fernsehserie)